# Roberto Carlos e o Diamante Cor-de-rosa
Roberto Carlos e o Diamante Cor-de-Rosa é um filme brasileiro, que estreou em julho de 1970, dirigido e produzido por Roberto Farias. O filme teve um público de 2.639.174 espectadores, sendo o filme mais assistido de 1970. Uma aventura através do mundo, ao som das canções do trio líder da Jovem Guarda: Roberto Carlos, Erasmo Carlos e Wanderléa.

## Sinopse
Os cantores Roberto Carlos, Erasmo Carlos e Wanderléa estão no Japão, quando esta última resolve comprar uma estatueta antiga. Imediatamente ela e seus companheiros começam a ser perseguidos por Pierre, um homem misterioso que lidera uma quadrilha de lutadores orientais. Roberto e Erasmo vão para Israel, mas se desencontram de Wanderléa, que fica no Japão, prisioneira dos bandidos. Em Israel, Roberto e Erasmo pretendem voltar para ir atrás da cantora, mas no hotel eles recebem a estatueta, misteriosamente. Logo depois surge um gênio samurai (que eles chamam de Eugênio), que diz proteger os donos da estatueta. Então eles pedem ao gênio que busque Wanderléa, o que ele faz. Com os três reunidos novamente, eles descobrem um antigo mapa de tesouro fenício escondido na estatueta. Eles tentam decifrar o mapa, mas Pierre volta a perseguí-los. Ao traduzir o mapa, Roberto acha que o lugar descrito está no Brasil, na Baía da Guanabara. Então os cantores vão ao Rio de Janeiro, ainda perseguidos por Pierre.

## Elenco
- Teruo Nakatani
- Roberto Carlos
- José Lewgoy ... Pierre
- Erasmo Carlos
- Wanderléa
- Paulo Porto